# Dalvíkurbyggð
Dalvíkurbyggð is een gemeente in het noorden van IJsland in de regio Norðurland eystra. De gemeente ontstond op 7 juni 1998 door het samenvoegen van de gemeentes Dalvíkurkaupstaður, Svarfaðardalshreppur en Árskógshreppur. Van de 1927 inwoners wonen er 1392 in het plaatsje Dalvík (in 2005). Andere plaatsen in de gemeente zijn Hauganes met 137 inwoners en Litli-Árskógssandur met 130 inwoners (in 2005).
Akureyrarkaupstaður · Norðurþing · Fjallabyggð · Dalvíkurbyggð · Eyjafjarðarsveit · Hörgársveit · Svalbarðsstrandarhreppur · Grýtubakkahreppur · Skútustaðahreppur · Tjörneshreppur · Þingeyjarsveit · Svalbarðshreppur · Langanesbyggð